# Preston City Wrestling
La Preston City Wrestling (PCW) est une promotion indépendante anglaise de lutte professionnelle créée en 2011. La fédération est basée dans la ville de Preston dans le Lancashire. Les shows sont disponibles au public sur internet via l'hébergeur de vidéos Vimeo.
Plusieurs catcheurs britanniques ont fréquenté cette fédération comme Magnus, Doug Williams, Drew Galloway, Wade Barrett ou encore Rockstar Spud. La fédération doit sa renommée aux anciennes vedettes américaines de la WWE telles que Chris Masters, Billy Gunn ou Rob Van Dam, des vedettes internationales connues sur le circuit indépendant comme Chris Hero et Johnny Gargano mais aussi grâce à l'arrivée de catcheurs de la Ring of Honor, tels que Adam Cole, Jay Lethal ou des équipes comme les Briscoe Brothers et les reDRagon, à la suite d'un partenariat entre les deux fédérations depuis 2014.

## Histoire
Cette fédération de catch est créée par deux fans de catch Steven Fludder et Ben Auld et organisent un premier show le 26 août 2011 à Preston. Malgré l'échec de ce premier évènement - avec seulement 57 personnes assistant au show -, la fédération continue à organiser des shows en faisant venir des vedettes de catch des autres continents. Le second show intitulé Road to Glory a vu le couronnement du premier champion de la fédération,. Durant les spectacles suivants, les titres par équipe et le titre mi-lourd sont à leur tour introduits lors du spectacle célébrant le premier anniversaire de la fédération. Petit à petit, la fédération gagne en notoriété, accueillant régulièrement des vedettes internationales de catch. Elle est également formatrice de jeunes talents anglais et obtient des contacts dans le monde du catch par le biais de Wade Barrett, natif de la région. Depuis 2013, les spectacles sont visibles depuis le site d'hébergement vidéos Vimeo.
Le 28 juin 2014, le show Tribute To The Troops accueille 4 000 personnes, un record pour cette fédération, mais est aussi une des plus grosses affluences pour un spectacle de catch en Grande-Bretagne,. Le lendemain, la PCW annonce un partenariat avec la fédération de catch américaine Ring of Honor,. Les deux fédérations organisent leurs premiers shows ensemble, intitulés SuperShow of Honor en novembre. Le 23 janvier 2015, un show est organisé pour un deux leurs catcheurs Kris Travis, atteint d'un cancer à l'estomac, et dont les fonds récoltés sont reversés pour sa rémission. En 2015, la fédération fête son 4e anniversaire et annonce pour la première fois qu'un spectacle sera organisé en dehors de la ville de Preston le 29 août (à Blackpool). Le 14 novembre, la fédération annonce l'arrivée de Billy Gunn à la suite de son renvoi de la WWE. Le 27 novembre, Adam Cole remporte le titre mi-lourd de la PCW, faisant de lui le premier lutteur de la ROH à obtenir un titre au sein de la PCW.

## Championnats actuels
| Championnats                    | Champion(s)                                | Anciens champion(s)                                  | Date de victoire | Lieu                |
| ------------------------------- | ------------------------------------------ | ---------------------------------------------------- | ---------------- | ------------------- |
| PCW Championship,               | Sha Samuels (en)                           | Dave Mastiff                                         | 6 février 2016   | Preston, Angleterre |
| PCW Tag Team Championship,      | Team Single (Rampage Brown (en) et T-Bone) | The Steiner Brothers (Rick Steiner et Scott Steiner) | 1er juin 2013    | Preston, Angleterre |
| PCW Cruiserweight Championship, | Adam Cole                                  | El Ligero                                            | 27 novembre 2015 | Preston, Angleterre |
| Tournois                        |                                            |                                                      |                  |                     |
| Road To Glory Tournament        | Rampage Brown (en)                         | Bubblegum (en)                                       | 6 février 2016   | Preston, Angleterre |

## Personnel de la PCW